# Belga Keresztény Néppárt
A Belga Keresztény Néppárt (hollandul: Christene Volkspartij) Belgium egyik kereszténydemokrata politikai pártja volt. A pártot 1891-ben alapította a belga Adolf Daens pap, akit a XIII. Leó pápa által kiadott Rerum Novarum körlevél ihletett meg.

## A párt története
A párt alapítóinak első gyűlésére 1893. április 15-én került sor Okegem településen. A gyűlésen a Ninove-i körzetből érkeztek kereszténydemokrata politikusok, mint Vanlangenhaeke, Van de Velde, De Backer, Lambrecht, Sterck, De Pelsmaecker és Pieter Daens Aalst-ból (Adolf Daens öccse). 1893 júliusában elfogadták a párt programját is, amelyet Daens írt.
Adolf Daens elképzelései szerint a párt alternatívát jelentett volna a szocialista és a konzervatív katolikus pártok mellett. A párt programjában kiemelte a korra jellemző szociális problémákat és megoldásként a szociális intézmények kiépítését, flamand nemzeti mozgalmat javasolt, valamint a flamand nép nemzeti öntudatának felébresztését tűzte ki célul.
A pártnak jelentős támogatóik bázisa volt Aalst város környékén, de mind a hatalmon lévő Belga Katolikus Párt politikusai, mind az egyház képviselői elítélték. Ennek ellenére a Néppárt bejutott a belga parlamentbe. Daens éles összetűzésbe került a katolikus párt parlamenti vezetőjével, Charles Woeste-vel, amikor megpróbálta megszervezni a szocialisták és a néppártiak együttműködését. Az 1899-es önkormányzati választások során Daens követői együttműködtek a brüsszeli szocialista képviselőkkel, mire válaszul Daens-t elmozdították egyházi tisztségéből. Később, amikor a néppárt népszerűsége rohamosan nőtt és fenyegette a szocialisták támogatottságát is, utóbbiak beszüntették az együttműködést.
Politikai karrierje után Daens továbbra is Aalst-ban lakott, ahol a Néppárt vezetője maradt 1907 júniusában bekövetkezett haláláig. A Daensizmus (ahogy a mozgalmat nevezték) jelentősen befolyásolta a belga kereszténydemokrata mozgalom fejlődését.